# 波々伯部元教
波々伯部 元教（ほうかべ もとのり）は、戦国時代の武将。細川氏の家臣。

## 略歴
波々伯部氏は丹波国の国人で、元教の父・盛郷の頃より細川氏に仕えていることが確認できる。
元教は父・盛郷と同じく、細川政元に近習として仕えた。延徳3年（1491年）には、政元の越後下向に付き従っている。また、赤沢宗益らとともに軍事活動にも携わった。
明応8年（1499年）7月1日、細川政元による明応の政変でその座を追われた前将軍・足利義稙が越前より上洛する動きを見せ、比叡山延暦寺では義稙に与力して閉じ籠る衆が出ていた。同月20日、閇籠衆が退散しないままだったのに対し、政元はその追い払いを命じて、赤沢宗益と元教を比叡山へと派遣した。元教らは閇籠衆を攻め殺し、比叡山には火が放たれ、戒壇院を除く根本中堂・講堂などの堂舎10棟や神輿などが焼き尽くされた（比叡山焼き討ち）。
永正元年（1504年）10月2日には、大和牢人が蜂起したのに対し、元教も出陣している。
永正17年（1520年）、死去。元教の跡は子の正盛が継ぎ、細川高国に仕えて重用された。